# عزلة أراك (مأرب)

تعديل مصدري - تعديل

عزلة أراك هي إحدى عزل مديرية صرواح في محافظة مأرب اليمنية ويبلغ تعداد سكانها 2548 نسمة حسب التعداد السكاني في اليمن لعام 2004.

## روابط خارجية
- الجهاز المركزي للإحصاء بالجمهورية اليمنية
- المركز الوطني للمعلومات باليمن
- World Gazetteer:Yemen
- الدليل الشامل